# مارتین ام-۱۳۰
مارتین ام-۱۳۰ (به انگلیسی: Martin M-130) یک هواگرد ساختِ کارخانهٔ گلن ال. مارتین کمپانی در کشور ایالات متحده آمریکا است. نخستین استفاده‌کنندهٔ این هواگرد خطوط هوایی سراسری آمریکا بوده‌است. این هواگرد برای نخستین بار در ۳۰ دسامبر ۱۹۳۴ میلادی مورد استفاده قرار گرفت.